# Liste der Baudenkmale in Wolfsburg-Barnstorf-Nordsteimke
In der Liste der Baudenkmale in Wolfsburg-Barnstorf-Nordsteimke sind alle Baudenkmale der niedersächsischen Ortschaft Wolfsburg-Barnstorf-Nordsteimke aufgelistet. Die Quelle der  Baudenkmale ist der Denkmalatlas Niedersachsen. Der Stand der Liste ist der 26. März 2021.

## Allgemein
In den Spalten befinden sich folgende Informationen:
- Lage: die Adresse des Baudenkmales und die geographischen Koordinaten. Kartenansicht, um Koordinaten zu setzen. In der Kartenansicht sind Baudenkmale ohne Koordinaten mit einem roten Marker dargestellt und können in der Karte gesetzt werden. Baudenkmale ohne Bild sind mit einem blauen Marker gekennzeichnet, Baudenkmale mit Bild mit einem grünen Marker.
- Bezeichnung: Bezeichnung des Baudenkmales
- Beschreibung: die Beschreibung des Baudenkmales. Unter § 3 Abs. 2 NDSchG werden Einzeldenkmale und unter § 3 Abs. 3 NDSchG Gruppen baulicher Anlagen und deren Bestandteile ausgewiesen.
- ID: die Objekt-ID des Baudenkmales
- Bild: ein Bild des Baudenkmales, ggf. zusätzlich mit einem Link zu weiteren Fotos des Baudenkmals im Medienarchiv Wikimedia Commons. Wenn man auf das Kamerasymbol klickt, können Fotos zu Baudenkmalen aus dieser Liste hochgeladen werden:

## Barnstorf

### Gruppe baulicher Anlagen
| Lage                                          | Bezeichnung | Beschreibung                                                      | ID       | Bild |
| --------------------------------------------- | ----------- | ----------------------------------------------------------------- | -------- | ---- |
| Waldhof 3a, 4, 4a 52° 23′ 1″ N, 10° 49′ 27″ O | Hofanlage   | Ehemalige Hofanlage, erbaut in der 1. Hälfte des 19. Jahrhunderts | 34200978 | BW   |

### Einzeldenkmale
| Lage                                        | Bezeichnung              | Beschreibung                                                                    | ID       | Bild |
| ------------------------------------------- | ------------------------ | ------------------------------------------------------------------------------- | -------- | ---- |
| Forsthausweg 3 52° 22′ 57″ N, 10° 48′ 15″ O | Wohn-/Wirtschaftsgebäude | Hallenhaus, erbaut Mitte 18. Jahrhunderts, Wirtschaftsgiebel mit Veränderungen. | 34252479 | BW   |
| Forsthausweg 4 52° 22′ 56″ N, 10° 48′ 16″ O | Schule                   | Ehemalige Schule                                                                | 34252504 |      |
| Waldhof 4 52° 23′ 1″ N, 10° 49′ 26″ O       | Wohnhaus                 | Zweigeschossiger Fachwerkbau, 1. Hälfte 19. Jahrhunderts                        | 34252580 | BW   |
| Waldhof 4 a 52° 23′ 0″ N, 10° 49′ 26″ O     | Wohnhaus                 | Eingeschossiger Sandsteinbau, um 1850.                                          | 34252607 | BW   |
| Waldhof 12 52° 22′ 51″ N, 10° 49′ 19″ O     | Forsthaus Waldhof        |                                                                                 | 34252529 | BW   |

## Nordsteimke

### Gruppe baulicher Anlagen
| Lage                                         | Bezeichnung                  | Beschreibung | ID       | Bild |
| -------------------------------------------- | ---------------------------- | --- | -------- | ---- |
| Am Park 5 52° 24′ 6″ N, 10° 49′ 49″ O        | Hofanlage                    | Großer Dreiseithof, Fachwerkbaugruppe mit Wohnhaus, 2 Ställen und Scheune, erbaut Mitte 19. Jahrhunderts, mit straßenseitiger Mauer.                                                             | 34200914 | BW   |
| An der Kirche 2 52° 24′ 4″ N, 10° 49′ 40″ O  | Kirchhof Nordsteimke         | | 34201929 | BW   |
| An der Kirche 3 52° 24′ 4″ N, 10° 49′ 43″ O  | Hofanlage                    | Vierseithofanlage mit zweigeschossigem Wohnhaus, zwei Ställen und Scheune, erbaut im 19. Jahrhundert                                                                                             | 34200946 | BW   |
| An der Kirche 5 52° 24′ 2″ N, 10° 49′ 43″ O  | Hofanlage                    | Vierseithof, Fachwerkbaugruppe mit Wohn- und Wirtschaftsgebäuden des 19. Jahrhunderts | 34200930 | BW   |
| An der Kirche 8 52° 24′ 5″ N, 10° 49′ 37″ O  | Hofanlage                    | Geschlossene Fachwerkbaugruppe der 1. Hälfte des 19. Jahrhunderts mit Wohnhaus, zwei Scheunen, Stall, kleinem Wohn-/ Wirtschaftsgebäude samt Einfriedung und Feldsteinpflasterung des Hofraumes. | 34200898 | BW   |
| An der Kirche 10 52° 24′ 4″ N, 10° 49′ 38″ O | Hofanlage                    | Kleine Hofstelle mit Wohn-/Wirtschaftsgebäude und Stall, erbaut um 1800. | 34200883 | BW   |
| 52° 23′ 57″ N, 10° 49′ 44″ O                 | Gut Nordsteimke (Baukomplex) | Gutsanlage mit Herrenhaus in der Mitte des 18. Jahrhunderts, umgebenden Wirtschaftsgebäuden, weitgehend im 19. Jahrhundert errichtet, und Gartenanlage.                                          | 34200961 | BW   |

### Einzeldenkmale
| Lage                                                         | Bezeichnung                           | Beschreibung | ID       | Bild           |
| ------------------------------------------------------------ | ------------------------------------- | --- | -------- | -------------- |
| 52° 23′ 57″ N, 10° 49′ 44″ O                                 | Gut Nordsteimke Wirtschaftsgebäude    | Zu den Landarbeiterwohnhäusern gehörender Stall. Erbaut erste Hälfte 20. Jahrhundert. | 34260149 | BW             |
| Am Park 5 52° 24′ 6″ N, 10° 49′ 48″ O                        | Wohnhaus                              | Erbaut Mitte 19. Jahrhundert | 34259531 | BW             |
| Am Park 5 52° 24′ 6″ N, 10° 49′ 48″ O                        | Stall                                 | Zweigeschossiges Stallgebäude. | 34259580 | BW             |
| Am Park 5 52° 24′ 6″ N, 10° 49′ 50″ O                        | Scheune                               | | 34259603 | BW             |
| Am Windmühlenberg 52° 23′ 52″ N, 10° 49′ 43″ O               | Gut Nordsteimke, Friedhof             | Zum Rittergut gehörende Familiengrabstätte. | 34260174 | BW             |
| An der Kirche 2 52° 24′ 4″ N, 10° 49′ 40″ O                  | St.-Nicolai-Kirche                    | Neugotischer Saalbau, erbaut 1904. | 34259626 | Weitere Bilder |
| An der Kirche 2 52° 24′ 4″ N, 10° 49′ 40″ O                  | Kirchhof                              | | 34259654 | BW             |
| An der Kirche 3 52° 24′ 4″ N, 10° 49′ 42″ O                  | Wohnhaus                              | Zweigeschossiger Ziegelbau, erbaut 1880. | 34259682 | BW             |
| An der Kirche 3 52° 24′ 5″ N, 10° 49′ 43″ O                  | Stall                                 | Fachwerkbau mit Sandsteinausfachung, erbaut 19. Jahrhundert | 34259707 | BW             |
| An der Kirche 3 52° 24′ 4″ N, 10° 49′ 43″ O                  | Stall                                 | Fachwerkbau mit Sandsteinausfachung, erbaut 19. Jahrhundert | 34259739 | BW             |
| An der Kirche 3 52° 24′ 4″ N, 10° 49′ 44″ O                  | Scheune                               | Fachwerkbau mit Sandsteinausfachung, erbaut 19. Jahrhunderts | 34259765 | BW             |
| An der Kirche 5 52° 24′ 3″ N, 10° 49′ 43″ O                  | Wohnhaus                              | Zweigeschossiger Fachwerkbau, erbaut Mitte 19. Jahrhundert | 34259790 | BW             |
| An der Kirche 5 52° 24′ 3″ N, 10° 49′ 44″ O                  | Scheune                               | Fachwerkbau mit Ziegelausfachung, erbaut Ende 19. Jahrhundert | 34259813 | BW             |
| An der Kirche 5 52° 24′ 2″ N, 10° 49′ 42″ O                  | Stall                                 | Zweigeschossiger Ziegel- und Fachwerkbau, Sockel teilweise aus Bruchstein, erbaut Ende 19. Jahrhundert | 34259837 | BW             |
| An der Kirche 8 52° 24′ 4″ N, 10° 49′ 38″ O                  | Wohnhaus                              | Zweigeschossiger Fachwerkbau. | 34259861 | BW             |
| An der Kirche 8 52° 24′ 5″ N, 10° 49′ 36″ O                  | Scheune                               | Erbaut in der 1. Hälfte des 19. Jahrhunderts | 34259891 | BW             |
| An der Kirche 8 52° 24′ 5″ N, 10° 49′ 37″ O                  | Scheune                               | Erbaut Anfang 19. Jahrhunderts | 34259918 | BW             |
| An der Kirche 8 52° 24′ 4″ N, 10° 49′ 38″ O                  | Stall                                 | Ehemaliger Pferde- und Schweinestall. Heute eine Aneinanderreihung von hetereogenen Gebäudeteilen. | 34259945 | BW             |
| An der Kirche 8 52° 24′ 5″ N, 10° 49′ 38″ O                  | ehem. Kuhstall                        | Erbaut 1. Hälfte 19. Jahrhundert | 34259970 | BW             |
| An der Kirche 10 52° 24′ 4″ N, 10° 49′ 38″ O                 | Wohn-/Wirtschaftsgebäude              | Vierständerbau, einhüftig erweitert, erbaut um 1800. | 34259998 | BW             |
| An der Kirche 10 52° 24′ 4″ N, 10° 49′ 39″ O                 | Stall                                 | Zweigeschossiger Sandsteinquader- und Fachwerkbau, erbaut um 1800. | 34260023 | BW             |
| Hehlinger Straße 1 52° 24′ 10″ N, 10° 49′ 44″ O              | Wohnhaus                              | Fachwerkbau, erbaut 1730 (Inschrift), teilweise massiv ersetzt. | 34260049 | BW             |
| Hehlinger Straße 5 52° 24′ 9″ N, 10° 49′ 49″ O               | Wohnhaus                              | Wohl ehemaliges Landarbeiterhaus, erbaut Ende 19. Jahrhundert | 34260074 | BW             |
| Hehlinger Straße 11 52° 24′ 5″ N, 10° 49′ 53″ O              | Schmiede                              | Heinrich-Büssing-Haus als zweigeschossiger Bau. Geburtshaus von Heinrich Büssing (Automobilbau), erbaut 1842. | 34260098 |                |
| Nicolaistraße 1 52° 24′ 7″ N, 10° 49′ 40″ O                  | Wohnhaus                              | Wohl Teil einer ehemaligen Hofanlage, zweigeschossiger Fachwerkbau, erbaut Mitte 19. Jahrhundert | 34260199 | BW             |
| Schulenburgstraße 52° 24′ 0″ N, 10° 49′ 43″ O                | Gut Nordsteimke, Scheune              | Ziegelbau, errichtet im Kern um 1900, wiederaufgebaut 1948. | 34260303 |                |
| Schulenburgstraße 6 52° 23′ 59″ N, 10° 49′ 49″ O             | Wohnhaus                              | 1½-geschossiger Fachwerkbau mit symmetrischer Fassade und mittigem Zwerchhaus, erbaut wohl Ende 19. Jahrhundert | 34260402 |                |
| Schulenburgstraße 6 a 52° 23′ 59″ N, 10° 49′ 44″ O           | Gut Nordsteimke, Remise               | Eingeschossige Remise, erbaut um 1948. Massiver U-förmiger Ziegelbau. 2014–2016 als Bestandteil eines Boarding-Hotels umgebaut, dabei Dachgeschoss ausgebaut, südseitig lange Hechtgaube an die Dachfläche angefügt. | 34260327 |                |
| Schulenburgstraße 6 a 52° 24′ 0″ N, 10° 49′ 46″ O            | Gut Nordsteimke, Stall                | Ehemaliger Schweinestall, Ziegelbau, erbaut 1950er Jahre. 2014–2016 Umbau zum Hotel. | 34260352 |                |
| Schulenburgstraße 7/9/11/13/13A 52° 23′ 57″ N, 10° 49′ 43″ O | Gut Nordsteimke, Reihenhaus           | Verputzter Massivbau mit Satteldach, teilausgebautes Dachgeschoss. Zum Rittergut gehörende Landarbeiterhäuser. Errichtet erste Hälfte 20. Jahrhundert.                                                               | 34260124 |                |
| Schulenburgstraße 8 52° 24′ 2″ N, 10° 49′ 43″ O              | Gut Nordsteimke, Wohnhaus             | Eingeschossiger Fachwerkbau. Ehemaliges Pächterwohnhaus, erbaut um 1730. | 34260533 | BW             |
| Schulenburgstraße 10 52° 24′ 2″ N, 10° 49′ 41″ O             | Gut Nordsteimke, Herrenhaus (Bauwerk) | Rittergut Nordsteimke, Herrenhaus als zweigeschossiger Massivbau, erbaut nach Brand in der 2. Hälfte 18. Jahrhundert                                                                                                 | 34260247 |                |
| Schulenburgstraße 12 52° 24′ 2″ N, 10° 49′ 39″ O             | Wohnhaus                              | Zweigeschossiger Fachwerkbau, erbaut Ende 19. Jahrhundert als Teil des Gutes. | 34260480 | BW             |
| Schulenburgstraße 14 52° 24′ 1″ N, 10° 49′ 39″ O             | Scheune                               | Ziegelbau mit Fachwerkdrempel, erbaut 1950er Jahre. | 34260276 | BW             |
| Schulenburgstraße 16 52° 23′ 59″ N, 10° 49′ 39″ O            | Stall                                 | Ehemals Kuh- und Schafstall mit Melkerwohnhaus. Erbaut Ende 19. Jahrhundert, Südflügel in den 1950er Jahren aufgestockt.                                                                                             | 34260454 |                |
| Schulenburgstraße 18 52° 23′ 59″ N, 10° 49′ 37″ O            | Wohnhaus                              | Eingeschossiger Fachwerkbau mit Ziegelausfachung, erbaut im 3. Viertel des 19. Jahrhunderts | 34260427 |                |
| Steinbeker Straße 10 52° 24′ 6″ N, 10° 49′ 55″ O             | Wohnhaus                              | Eingeschossiger, verputzter Massivbau, erbaut um 1905. | 34260507 | BW             |
| Waldhof 3 a 52° 23′ 2″ N, 10° 49′ 25″ O                      | Wirtschaftsgebäude                    | Sandsteinbau, 1. Hälfte 19. Jahrhundert | 34252554 | BW             |